# Menhir de la Roche à Blin
Le menhir de la Roche à Blin, appelé aussi la Roche à Blain, est un menhir situé sur la commune de Treuzy-Levelay dans le département de Seine-et-Marne.

## Description
Le menhir est constitué d'une grande dalle en grès de 1,80 m de hauteur pour une largeur à la base de 2,50 m et une épaisseur moyenne de 0,40 m.

## Folklore
Le menhir comporte de nombreux clous plantés dans la pierre, trace d'un rite d'enclouage à but votif ou prophylactique.